# Brasserie Wielemans-Ceuppens
 (avril 2021).
Si vous disposez d'ouvrages ou d'articles de référence ou si vous connaissez des sites web de qualité traitant du thème abordé ici, merci de compléter l'article en donnant les références utiles à sa vérifiabilité et en les liant à la section « Notes et références ».

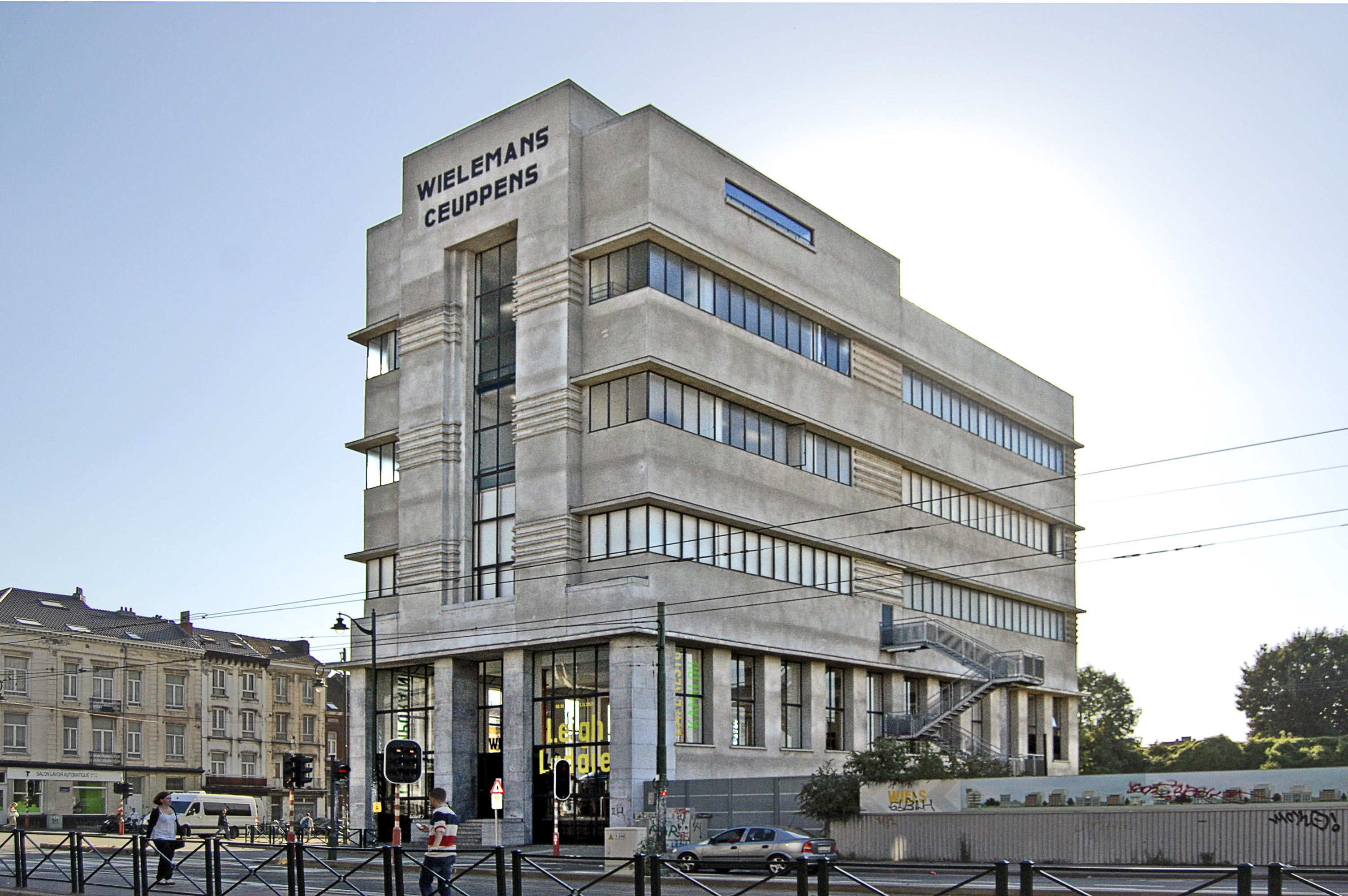
Bâtiment actuel, abritant le centre d'art contemporain bruxellois Wiels.

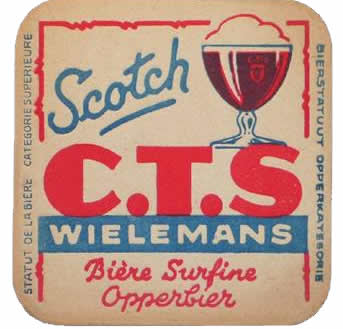
Sous-bock ancien de la bière Wielemans.

La brasserie Wielemans-Ceuppens est une brasserie bruxelloise fondée en 1862 par Lambert Wielemans et son épouse Ida Ceuppens et installée avenue Van Volxem à Forest. La brasserie cesse définitivement toute activité en 1988.
Étalée sur plus d'un siècle, son histoire  se confond avec celle du secteur brassicole en Belgique : croissance exponentielle, adaptation incessantes aux techniques modernes et à la demande du marché, rachat de brasseries concurrentes suivie d’une absorption par une plus grosse, déclin et fermeture.
Fait exceptionnel, quelques immeubles, dûment protégés en 1993, témoignent encore de la gloire passée de la brasserie Wielemans : deux salles de brassage, une salle des machines et un petit immeuble de bureaux sont, au XXIe siècle, intégrés dans la structure pavillonnaire d'un nouveau complexe immobilier, dont la mixité des affectations constitue le principal attrait. La première phase achevée en 2007 abrite, dans l'ancien bâtiment construit par Adrien Blomme, les locaux du Wiels, centre d'art contemporain bruxellois et du BRASS - Centre Culturel de Forest.

## Au bord de la Senne
L'histoire de la brasserie commence, un peu par hasard, dans le centre de Bruxelles. À la tête d’un commerce de toiles florissant dans la Petite rue au Beurre, Lambert Wielemans et son épouse, Constance-Ide Ceuppens, reprennent, en 1862, la brasserie de leur beau-frère empêtré dans des conflits de famille. Il s'agit en réalité d'un commerce de marchand et de préparateur de bière qui consiste à acheter du lambic, bière de fermentation naturelle, à un brasseur pour en faire du faro ou de la gueuze et les vendre ensuite aux estaminets ou aux magasins de détail.
Six ans plus tard, la veuve du fondateur et ses fils décident de se lancer dans le brassage et louent, pour ce faire, les locaux de la brasserie Riche-Soyez, située rue Terre Neuve, en bordure de la Senne.

## Déménagement dans la campagne forestoise
Très vite à l’étroit, les héritiers Wielemans et leur mère décident d’acheter un vaste terrain marécageux à Forest, en bordure de la voie ferrée et du pont de Luttre. Il est bien situé, pas cher, et autorise les extensions futures. Le bas de commune connaît alors, à l’image de ses voisines immédiates situées à proximité des moyens de communication, un développement industriel accéléré. Attirés par l’infrastructure ferroviaire, le canal de Charleroi et la toute nouvelle avenue Van Volxem (1873), imprimerie, ferronnerie, savonnerie, fabriques de chaussures, blanchisserie, usine à gaz prospèrent rapidement.
La nouvelle brasserie, dotée d’un équipement allemand - produit par Maschinenfabrik Germania - est inaugurée en 1881 et aussitôt reliée au chemin de fer. Très vite, elle doit se diversifier pour faire face au succès grandissant des bières allemandes à faible fermentation - la Pils - de type Bavière, Munich ou encore Bock. Le site initial, de 51 ares à peine, ne cesse de s’étendre avec la diversification et l’extension de la production : ligne de fabrication de bière à basse fermentation (1885-1887), malterie et greniers à grains (1889), immeuble de bureaux pour les services de vente (1890-1892). Pour ce dernier bâtiment néo-classique, les architectes Gédéon Bordiau et Champion ont récupéré la porte d’entrée, le fronton symbolique et les pierres bleues de la façade de l’ancienne Caisse d’Épargne de la place de Brouckère, transformé en hôtel – le célèbre hôtel Métropole - à l’initiative du brasseur. Le Café Métropole assure, du même coup, la promotion des produits de la brasserie.

## La tour de brassage de Blomme
Une nouvelle salle de brassage, équipée d’une centrale électrique propre et de puissantes machines frigorifiques, voit le jour entre 1903 et 1907 avant une troisième, terminée en 1931 à l’emplacement des anciens greniers à grains. C’est la tour Wielemans, comme la surnomment affectueusement les habitants du quartier. On fait tout naturellement appel à l’architecte et polytechnicien Adrien Blomme pour cette nouvelle mission. Il est brillant, sait tout faire et s’adapte sans rechigner à la demande du client pour qui il est prêt à «fabriquer » n’importe quel style. Ne vient-il pas d’achever, pour le nouveau patron de la brasserie, Léon Wielemans, la construction d’un hôtel très particulier, mélange subtil d’influences Déco et hispano-mauresque ?  Proche de la très sélecte avenue Louise - rue Defacqz, 14 - la maison alimente déjà les conversations du tout Bruxelles.
Le fier immeuble de béton armé, aux lignes horizontales épurées rehaussées de motifs Art Déco, est conçu comme une véritable vitrine à travers laquelle les passants peuvent contempler les huit cuves en cuivre rouge rutilantes de la nouvelle salle de brassage, la plus grande d’Europe d’après ses promoteurs. Au-dessus du rez-de-chaussée, les étages permettent le stockage de liquides en citerne, d'additifs au brassage et la moulure du grain. La production de la célèbre Forst et, un peu plus tard, de la Wiel’s, dont on peut ici soutirer jusqu’à 5 000 hectolitres par jour, n’appartient-elle pas au client, à l’homme de la rue ? 

## Le déclin inexorable
On fête alors le cinquantenaire de l’implantation forestoise qui, malgré les déboires de la guerre, semble promise à un bel avenir. Pour faire face à la concurrence, Léon Wielemans se lance ensuite dans le rachat de plusieurs brasseries, dont celle du Marly, au bord du canal de Willebroeck à Neder-Over-Heembeek, est la plus célèbre. Elle produira désormais La Marine, une nouvelle bière à haute fermentation, et concentrera toute la production de malt du groupe. Au sortir de la Seconde guerre mondiale, la brasserie est, avec ses 592 ouvriers, 115 employés et 4 concierges, à l’apogée de son histoire. La politique de rachat et d’extension des installations tarde pourtant à produire ses fruits et le déclin s’amorce, précipité par le rachat par le groupe louvaniste Artois (Interbrew, devenu Inbev). En 1988, le dernier brassin de la célèbre Wiels est tiré. La moitié des cuves sont démantelées avant que les dernières ne soient sauvés au titre de patrimoine industriel.

## Une nouvelle vie pour la salle des machines?

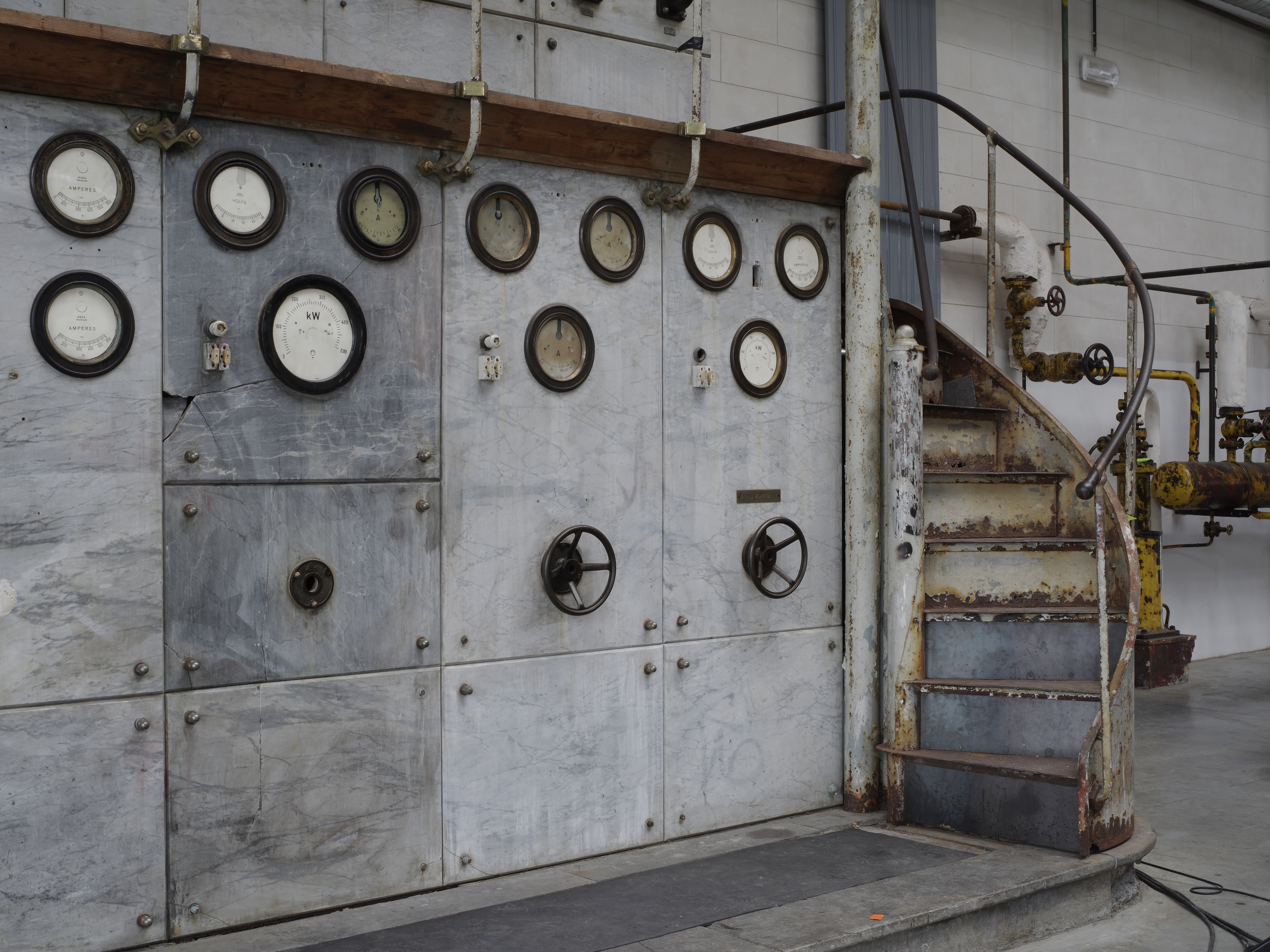
BRASS, la salle des machines de l'ancienne brasserie Wielemans-Ceuppens, avenue Van Volxem 364, 1190 Forest.

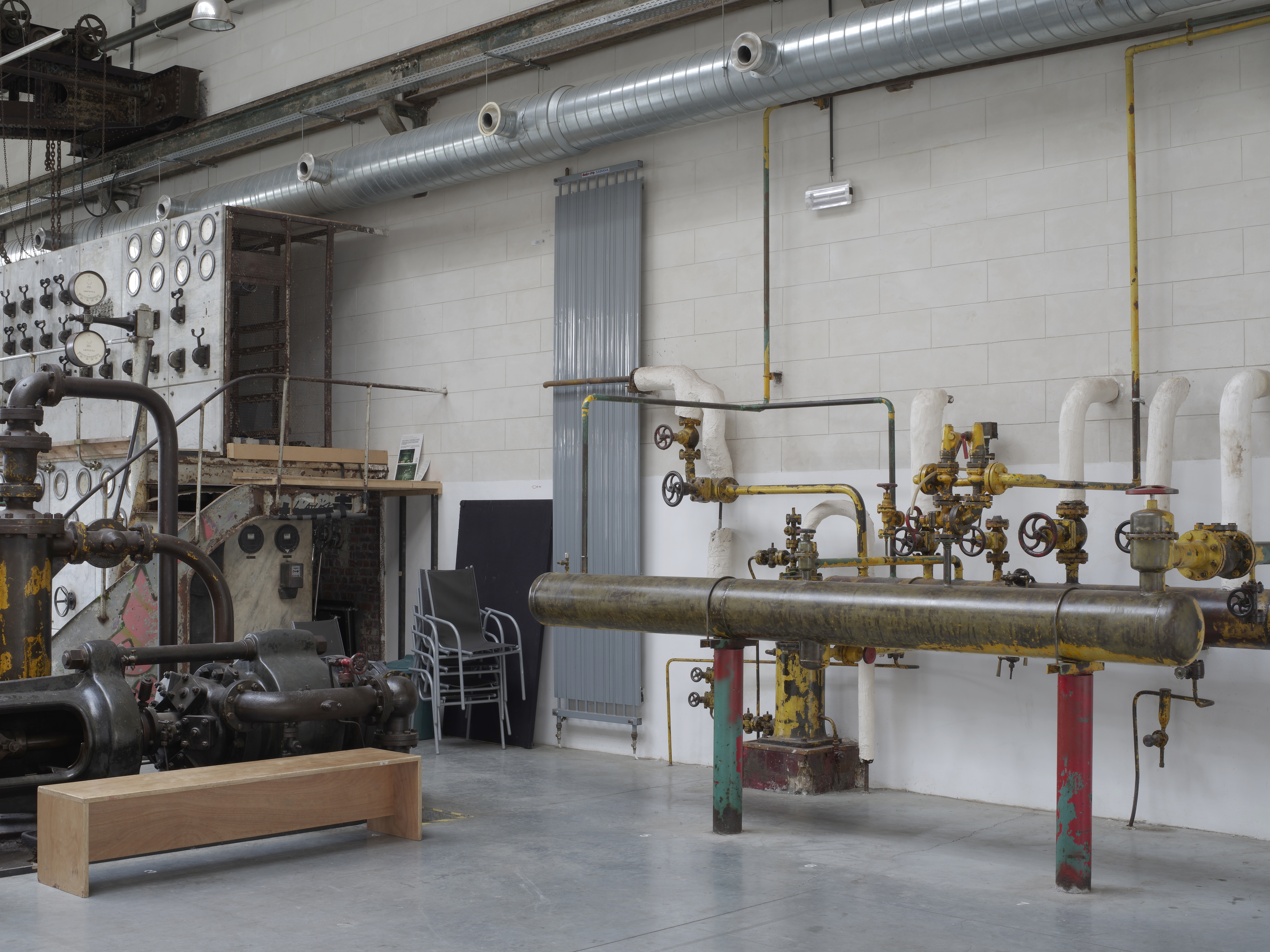
BRASS, la salle des machines de l'ancienne brasserie Wielemans-Ceuppens, avenue Van Volxem 364, 1190 Forest.

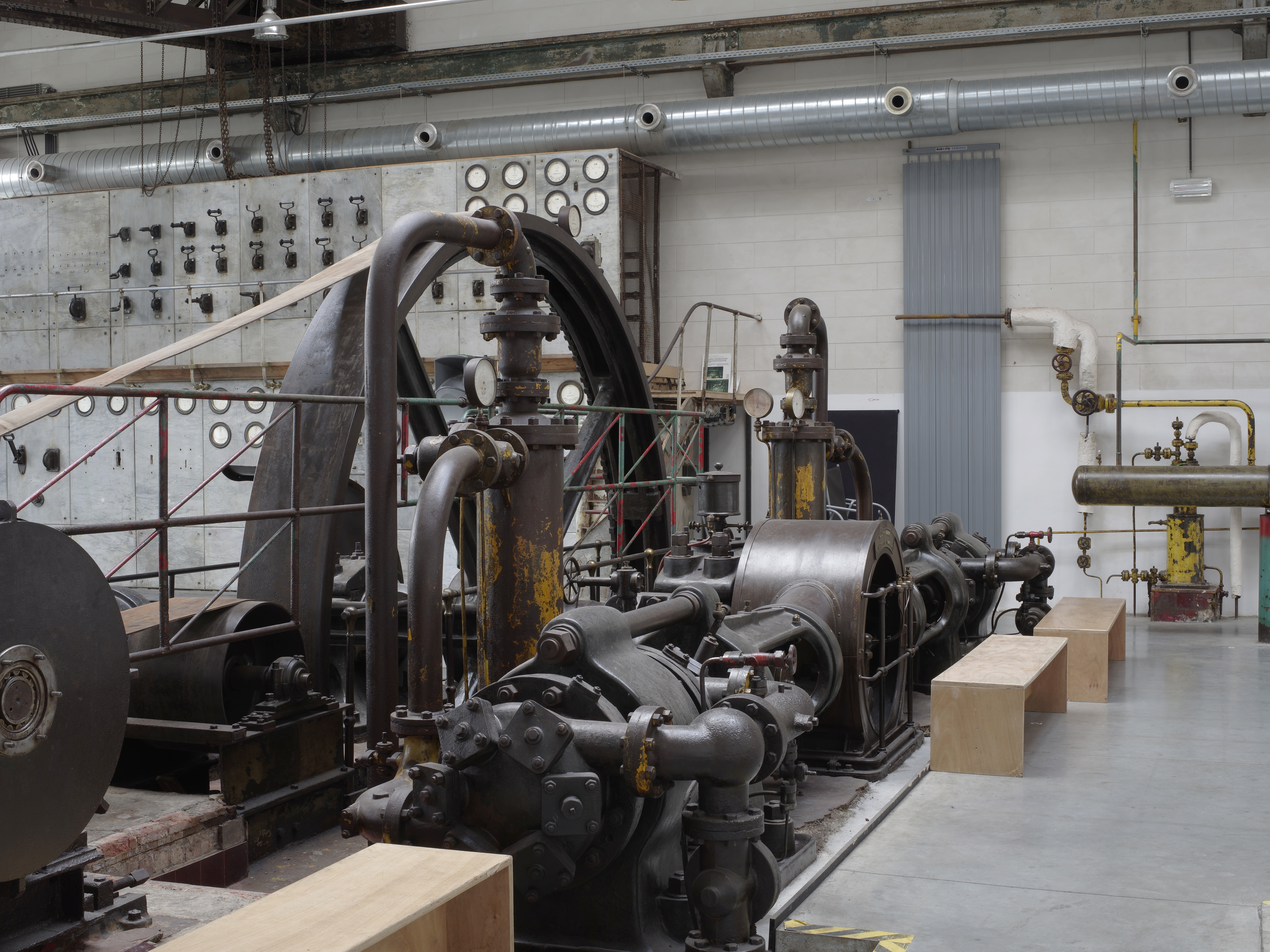
BRASS, la salle des machines de l'ancienne brasserie Wielemans-Ceuppens, avenue Van Volxem 364, 1190 Forest.

La salle des machines des anciennes brasseries, à l'arrêt depuis 1988, a subi les outrages du temps : vandalisme, dégâts des eaux, etc. Des financements européens ont permis de mettre hors d'eau ces éléments précieux du patrimoine bruxellois. La commune de Forest, soucieuse de préserver ce patrimoine, a donc lancé un appel d'offres pour évaluer la faisabilité d'une sauvegarde des machines. C'est Guido Vanderhulst, expert en patrimoine industriel et social, fin connaisseur du passé de Bruxelles, qui a obtenu le contrat et relevé le défi. Le dossier a donc été constitué, inventoriant les travaux à effectuer. Les machines- exceptionnelles et uniques- sont détaillées et leur valeur explicitée : les compresseurs Carels et Frères, un compresseur Sulzer& Frères, un compresseur De La Vergne construit à New York et édifié spécialement pour Wielemans Ceuppens, un pont roulant, deux compresseurs Ingersol&Rand, le tableau électrique. Une proposition accompagne le dossier technique : faire tourner les machines à nouveau, restaurer les machines qui ne pourront plus tourner, restaurer également le pont roulant. Mais le projet se double, comme souvent chez Guido Vanderhulst, d'un volet humain. Il espère effectivement former des restaurateurs pour la réfection des machines mais les former également à l'animation de ces différents éléments qui tourneront à nouveau et à l'information des visiteurs. C'est un projet ambitieux qui inclut également des possibilités de séminaires, des visites d'entreprise, de visites scolaires. Le projet a remporté le prestigieux prix associant l'Union européenne et Europa Nostra pour la sauvegarde du Patrimoine culturel européen. Le prix a été remis Athènes dans l'enceinte de l'Odéon d'Hérode Atticus en juin 2013, des mains de Mme Androulla Vassiliou, Commissaire européenne à la Culture, au multilinguisme et à la jeunesse et de Maestro Placido Domingo, président d'Europa Nostra . Ce sera le seul Grand Prix belge de 2013 et l'un des premiers récompensant un projet de sauvegarde du patrimoine industriel. Par l'octroi de ce Grand Prix, Europa Nostra et l'Union européenne offrent une visibilité et un encouragement sensible au projet, projet qui pour être finalisé, nécessite encore l'appui de partenaires financiers.

## Le projet Wielemans Machines
En 2015, une équipe de travail a été mise en place pour réaliser le projet de restauration des machines de la salle des machines de l'ancienne brasserie Wielemans Ceuppens. Trois ouvriers et un chef de chantier sont formés à la restauration de ce type de machine. Le projet, fort d'un soutien financier conséquent octroyé par le Fond Baillet-Latour, se nomme Wielemans Machines. Les travaux de restauration ont débuté en décembre 2015. Un traitement expérimental est appliqué aux différentes machines. Il a été mis au point sous la houlette du directeur scientifique du projet, Guido Vanderhulst.
Après un nettoyage léger permettant de conserver les traces des peintures les plus adhérentes et donc les traces du temps, les machines sont enduites de deux couches d'un vernis protecteur et non-polluant. Le pont roulant a été ainsi nettoyé, protégé et remis en mouvement, les chaînes manquantes ont été remplacées et de nouveaux palans seront ajoutés, les palans d'origine ayant disparu. De même pour les deux compresseurs IngersollRand ainsi que pour le vénérable compresseur De La Vergne qui n'avait plus été remis en mouvement depuis près de 100 ans. Les tuyaux de gaz du système de réfrigération ont été nettoyés et une artiste viendra les repeindre en cette teinte jaune qui signale l'utilisation du gaz. Le tableau électrique a lui aussi bénéficié d'une restauration minutieuse : les panneaux de marbres ont été débarrassés des graffitis accumulés depuis la fermeture de la Brasserie. Les manettes ont été brossées avec une brosse peu abrasive et vernies. Les cadrans ont été nettoyés et équipés d'un nouveau fond. Les cadrans disparus seront reconstitués en bois par un artiste polyvalent.